# Antimilitarisme

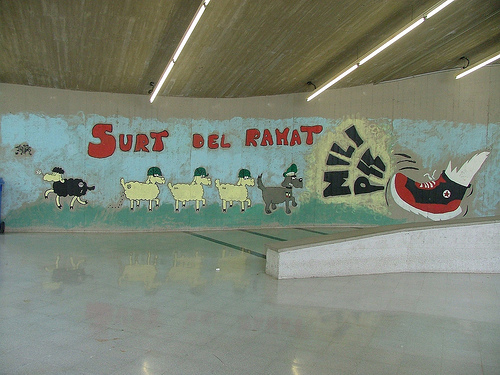
Mural antimilitarista a la UAB (fins 2009)

L'antimilitarisme és una ideologia contrària a la via armada com a eina de resolució de conflictes. Com a alternatives propugna, per exemple, la no-violència.
A Espanya, el moviment antimilitarista lluità a favor del reconeixement al dret a l'objecció de consciència al servei militar i, després, a la insubmissió. Amb la professionalització de l'exèrcit, motivada en part pel nombre cada cop més gran d'objectors i insubmisos, el moviment antimilitarista va adaptar la seva estratègia de denúncia amb la campanya d'insubmissió a les casernes.
Actualment els grups antimilitaristes continuen difonent el seu missatge i realitzant campanyes com la contrària a la base militar de l'OTAN a Bétera.
Alguns dels grups antimilitaristes del país són Milikk, MOC, GANVA, GAMBA i Assemblea d'Insubmisos de Barcelona.